# Malitschkendorf
Malitschkendorf (bis 1937 Malitzschkendorf) ist ein Ortsteil von Kremitzaue im südbrandenburgischen Landkreis Elbe-Elster. Er befindet sich an der Kreisstraße 6240 etwa 5 Kilometer südwestlich der Stadt Schlieben. Nordwestlich der Ortslage mündet der Malitschkendorfer Mühlgraben in die Kremitz.

## Geschichte

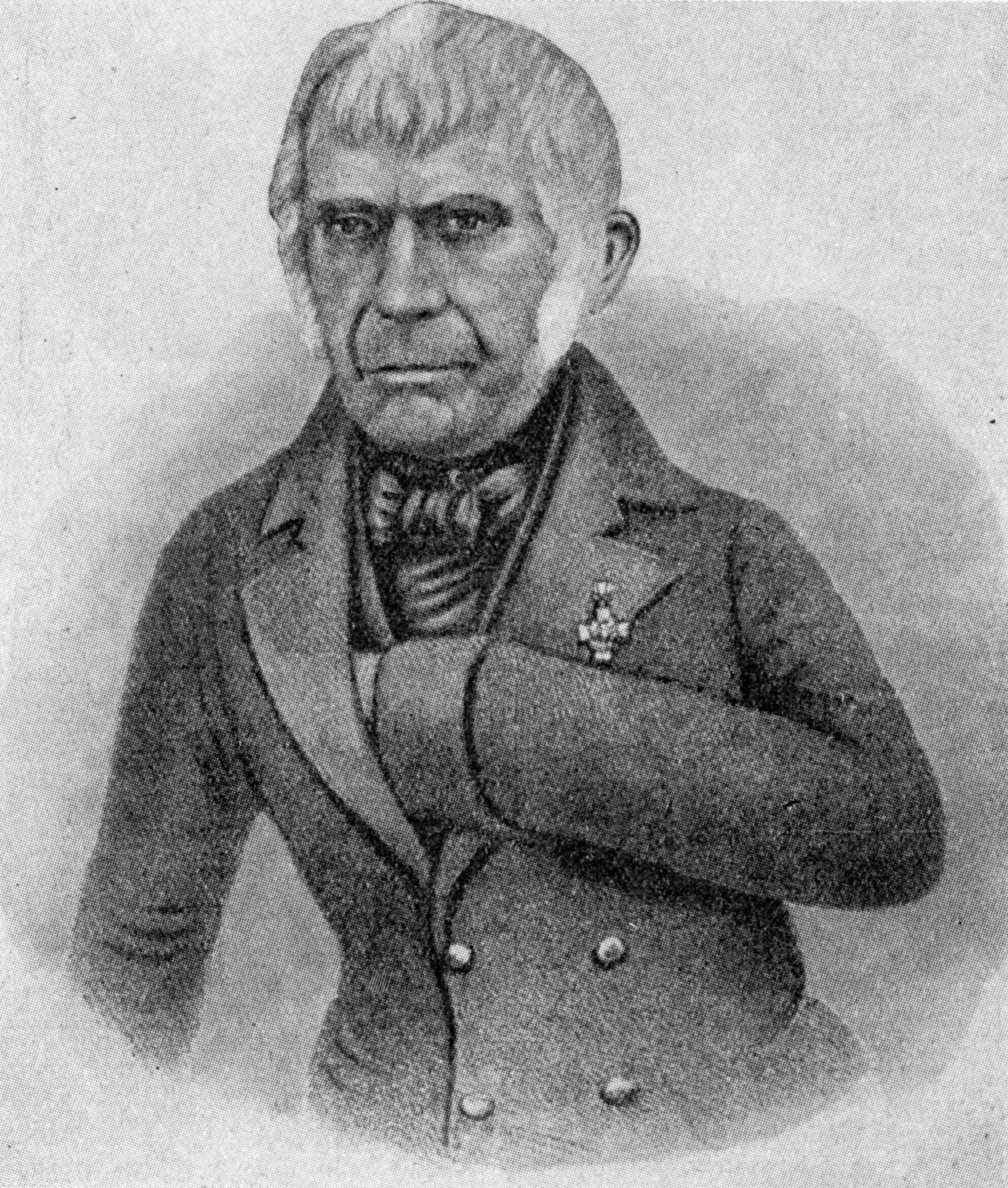
Friedrich August Wagner

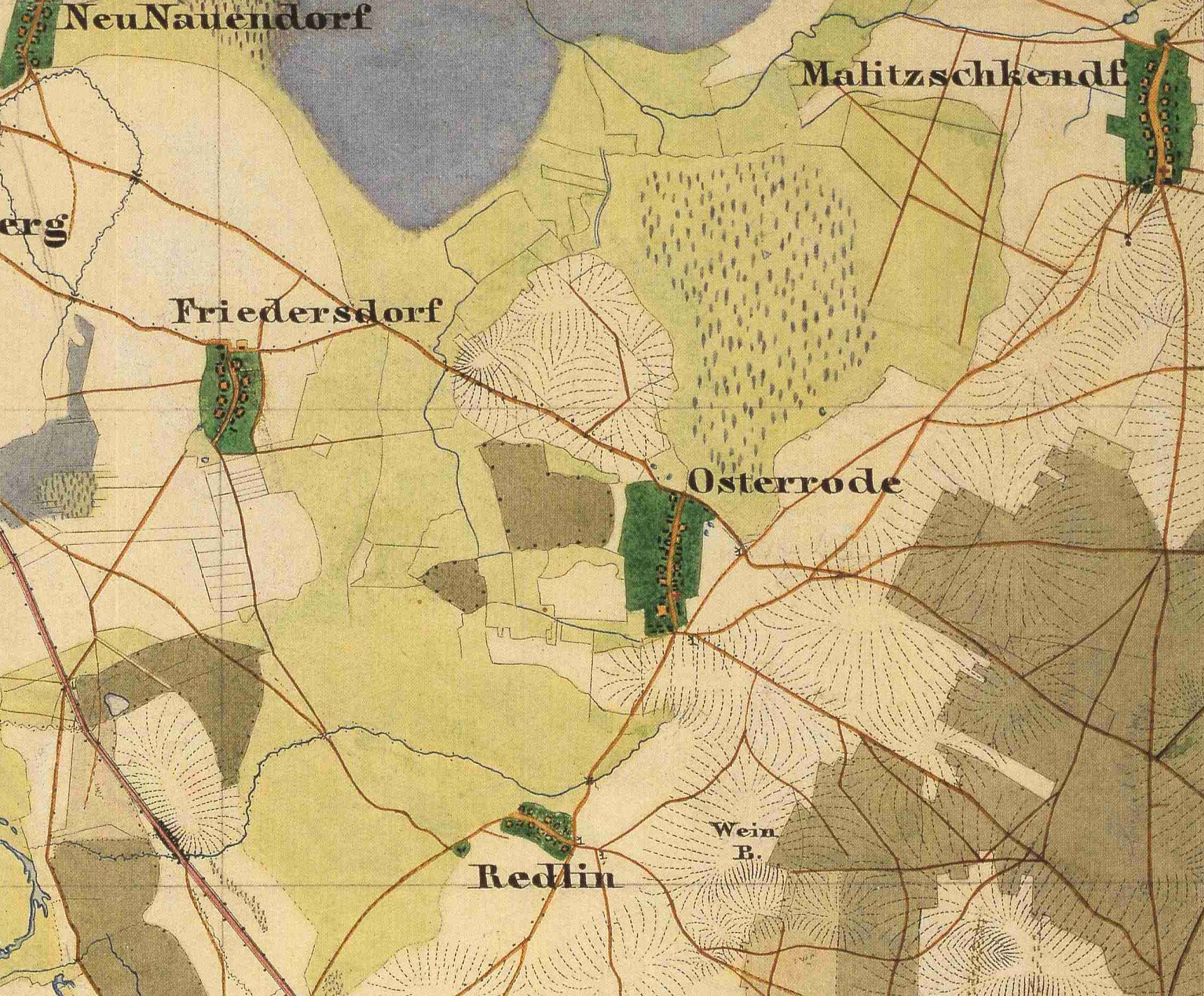
Malitzschkendorf und einige Nachbarorte auf einem Urmesstischblatt von 1847

Erste Siedlungsspuren in der Gemarkung stammen aus der jüngeren Eisenzeit. Zwischen Malitschkendorf und Schlieben befindet sich ein alter Burgwall mit einer Grundfläche von etwa 3,3 Hektar, der einst vermutlich als Kult- und Fluchtstätte inmitten eines einstigen riesigen Sumpfgebietes diente. Dieser Burgwall, welcher später der Billendorfer Kultur zugeordnet werden konnte, wurde bereits zwischen 1826 und 1833 durch den Schliebener Arzt und Archäologen Friedrich August Wagner erforscht, da er den Verdacht hatte, dass sich an dieser Stelle der Heilige Hain der Semnonen befunden haben könnte. Zwischenzeitlich wurde der Burgwall auch als Standort der in Thietmars Chronik erwähnten Slawenburg Liubusua in Betracht gezogen, was allerdings inzwischen weitreichend widerlegt wurde.
Urkundlich zum ersten Mal erwähnt wurde der Ort im Jahre 1290 in einer Urkunde des seit 1165 bestehenden Zisterzienserklosters Dobrilugk. Es handelt sich hierbei um ein sogenanntes Straßendorf, da sich die Anlage der historischen Malitzschkendorfer Ortslage überwiegend am Verlauf der heutigen Hauptstraße orientiert. Es ist überliefert, dass im Jahre 1474 vierzehn Hüfner und zwei Gärtner im Dorf sechzehn Hufen Land bewirtschafteten. 1518 wurde dann auch in den Unterlagen des Amtes Schlieben bereits ein Dorfkrug erwähnt.
Wie viele umliegende Gemeinden und die mehrfach zerstörte benachbarte Stadt Schlieben hatte auch Malitzschkendorf unter dem Dreißigjährigen Krieg zu leiden. So ist bekannt, dass es drei Jahre vor dem Ende des Krieges im Jahre 1645 im Dorf vier Grundstücke wüst lagen und auch fast zwanzig Jahre später waren hier 1672 noch zwei Gärtnerstellen unbesetzt.
Vom 18. Jahrhundert bis ins 19. Jahrhundert hinein ist in Malitzschkendorf eine Windmühle nachweisbar. Schon im Jahre 1781 ist sie in einer Karte des kursächsischen Kartografen Peter Schenk zu finden. In einem kursächsischen Mühlenverzeichnis wird sie 1791 ebenfalls erwähnt und als zweigängig verzeichnet. Im Jahre 1797 soll sie dann allerdings nur noch einen Gang besessen haben. Zu dieser Zeit war sie im Besitz des Gärtners Johann Martin Dümichen.
Nach den Bestimmungen des Wiener Kongresses 1815 gelangte Malitzschkendorf vom Königreich Sachsen zum Regierungsbezirk Merseburg der preußischen Provinz Sachsen und es entstand 1816 der Landkreis Schweinitz.
1854 entstand im Ort eine Schule, die sich gegenüber dem Pfarrhaus befindet.
Im Rahmen der nationalsozialistischen Germanisierung sorbischstämmiger Ortsnamen hatte der Landrat des Kreises Schweinitz 1937 mit Zustimmung der Gemeinde beantragt, Malitzschkendorf in „Eisengrund“ umzubenennen und so den sorbischen Namen zu tilgen. Anders als in anderen Regionen scheiterte die Umbenennung hier jedoch an der Ablehnung des zuständigen Regierungspräsidenten und lediglich die Schreibung wurde durch den Wegfall des z leicht angepasst.
Im Februar 1947 verfügte der Alliierte Kontrollrat die formelle Auflösung Preußens. Malitschkendorf gehörte nun zum neu gegründeten Land Sachsen-Anhalt. Der Landkreis Schweinitz wurde 1950 in Landkreis Herzberg umbenannt, aus welchem 1952 schließlich der Kreis Herzberg hervorging. Im selben Jahr wurde das Land Sachsen-Anhalt allerdings im Rahmen der Verwaltungsreform in der 1949 entstandenen DDR wieder aufgelöst und das Dorf befand sich nach der Gründung der Bezirke bis zur Wiedervereinigung 1990 im Bezirk Cottbus. 
Ab 1992 gehörte die bis dahin noch selbstständige Gemeinde zum neu gebildeten Amt Schlieben. Am 31. Dezember 2001 folgte schließlich der freiwillige Zusammenschluss mit Kolochau und Polzen zur neuen Gemeinde Kremitzaue, die heute ebenfalls zum Amt Schlieben gehört.
| Bevölkerungsentwicklung von 1875 bis 2010 | Bevölkerungsentwicklung von 1875 bis 2010 | Bevölkerungsentwicklung von 1875 bis 2010 | Bevölkerungsentwicklung von 1875 bis 2010 | Bevölkerungsentwicklung von 1875 bis 2010 | Bevölkerungsentwicklung von 1875 bis 2010 | Bevölkerungsentwicklung von 1875 bis 2010 | Bevölkerungsentwicklung von 1875 bis 2010 | Bevölkerungsentwicklung von 1875 bis 2010 | Bevölkerungsentwicklung von 1875 bis 2010 | Bevölkerungsentwicklung von 1875 bis 2010 | Bevölkerungsentwicklung von 1875 bis 2010 | Bevölkerungsentwicklung von 1875 bis 2010 | Bevölkerungsentwicklung von 1875 bis 2010 |
| Jahr                                      | Einwohner                                 |                                           | Jahr                                      | Einwohner                                 |                                           | Jahr                                      | Einwohner                                 |                                           | Jahr                                      | Einwohner                                 |                                           | Jahr                                      | Einwohner                                 |
| ----------------------------------------- | ----------------------------------------- | ----------------------------------------- | ----------------------------------------- | ----------------------------------------- | ----------------------------------------- | ----------------------------------------- | ----------------------------------------- | ----------------------------------------- | ----------------------------------------- | ----------------------------------------- | ----------------------------------------- | ----------------------------------------- | ----------------------------------------- |
| 1875                                      | 260                                       |                                           | 1946                                      | 361                                       |                                           | 1989                                      | 214                                       |                                           | 1995                                      | 200                                       |                                           | 2007                                      | 224                                       |
| 1890                                      | 260                                       |                                           | 1950                                      | 319                                       |                                           | 1990                                      | 215                                       |                                           | 1996                                      | 197                                       |                                           |                                           |                                           |
| 1910                                      | 250                                       |                                           | 1964                                      | 233                                       |                                           | 1991                                      | 209                                       |                                           | 1997                                      | 196                                       |                                           |                                           |                                           |
| 1925                                      | 266                                       |                                           | 1971                                      | 247                                       |                                           | 1992                                      | 205                                       |                                           | 1998                                      | 201                                       |                                           |                                           |                                           |
| 1933                                      | 284                                       |                                           | 1981                                      | 204                                       |                                           | 1993                                      | 209                                       |                                           | 1999                                      | 206                                       |                                           |                                           |                                           |
| 1939                                      | 237                                       |                                           | 1985                                      | 199                                       |                                           | 1994                                      | 200                                       |                                           | 2000                                      | 212                                       |                                           |                                           |                                           |

## Kultur und Sehenswürdigkeiten

### Denkmäler

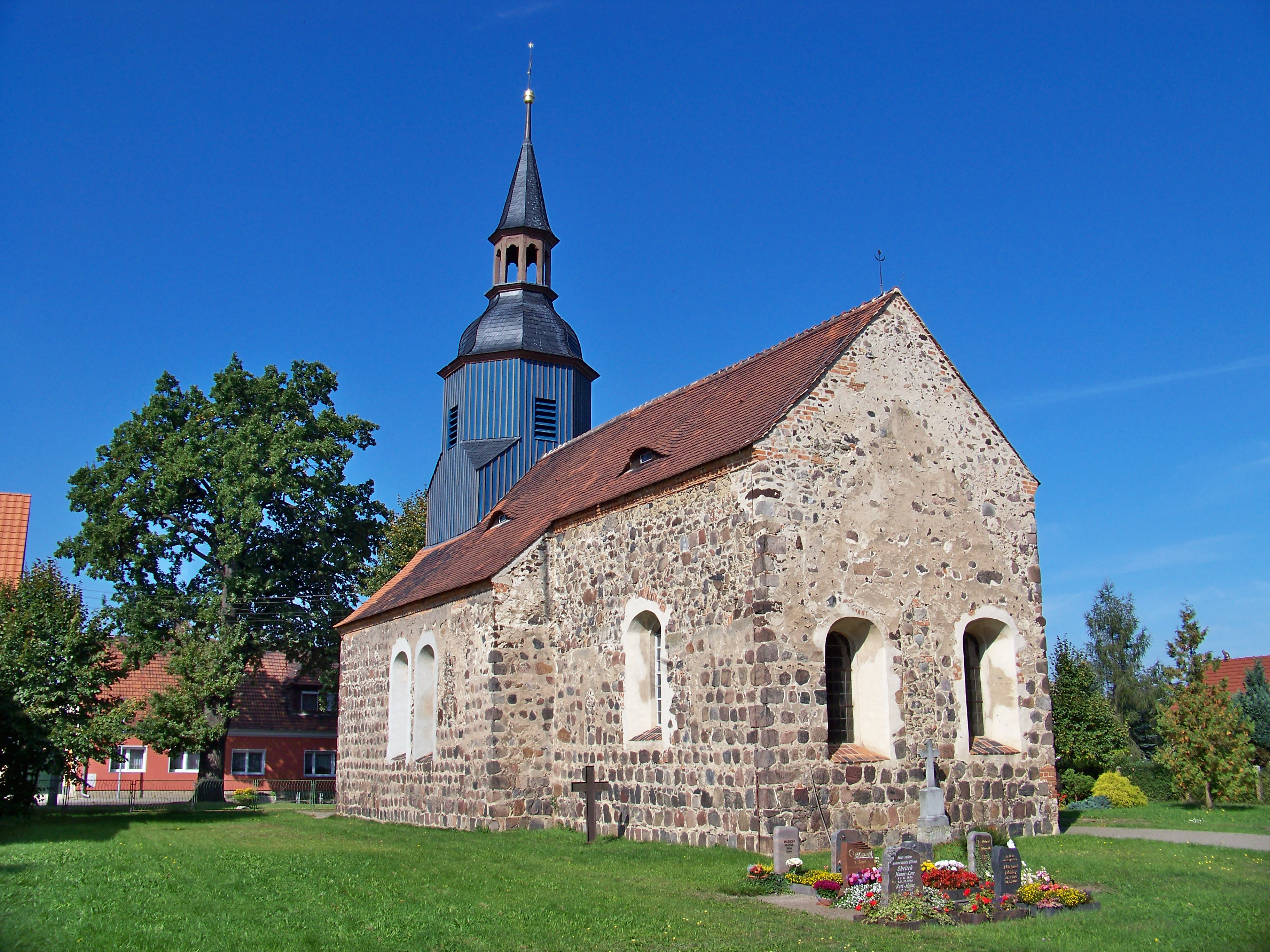
Die Malitschkendorfer Dorfkirche

Im Süden von Malitschkendorf befindet sich die Kirche St. Georg aus der zweiten Hälfte des 13. Jahrhunderts. Diese wurde einst überwiegend aus Feldsteinen errichtet und besitzt einen aus dem 18. Jahrhundert stammenden quadratischen Turm mit achteckigem Glockenstuhl, in welchem sich das älteste Glockengeläut der Dorfkirchen des Landkreises Elbe-Elster befindet. Ausgestattet ist sie unter anderem mit einer 1838 von Christoph Schröther errichteten einmanualigen Orgel und einer kelchförmigen Sandsteintaufe aus der Zeit um 1300.
Das aus dem Jahre 1870 stammende Pfarrhaus befindet sich, wie die benachbarte Kirche, heute auf der Liste der Baudenkmäler des Landes Brandenburg. Es handelt sich hierbei um einen halbunterkellerten Sichtziegelbau mit Satteldach. Aus der Gründerzeit stammend, ist es wie die Kirche eines der ortsbildprägenden Bauten des Dorfes. Zur einstigen Parochie Malitschkendorf gehörten neben Malitschkendorf selbst die Ortschaften Osteroda, Jagsal und Redlin. Eine dem 17. Jahrhundert stammende Filialkirche in Osteroda wurde in den 1960er Jahren ersatzlos abgerissen.
Ein Denkmal in Form eines Gedenksteins mit Widmungen und Namenstafeln erinnert an die im Ersten und Zweiten Weltkrieg gefallenen Einwohner Malitschkendorfs.

### Freizeit und Vereinsleben
In Malitschkendorf gibt es zur Freizeitgestaltung und für örtliche Veranstaltungen ein Freizeit- und Gemeindezentrum, einen Fußballplatz sowie eine Kegelbahn. Aktive Vereine im Ort sind unter anderem der Fußballclub SG Malitschkendorf, der Frauenchor Malitschkendorf und die örtliche Freiwillige Feuerwehr.
Alljährlich im August findet das Malitschkendorfer Sportfest statt.

## Veröffentlichungen

### Rundfunk und Fernsehen
- Beitrag in der RBB-Sendung Landschleicher vom 26. Juli 1998